# Johann Gottlob Theaenus Schneider

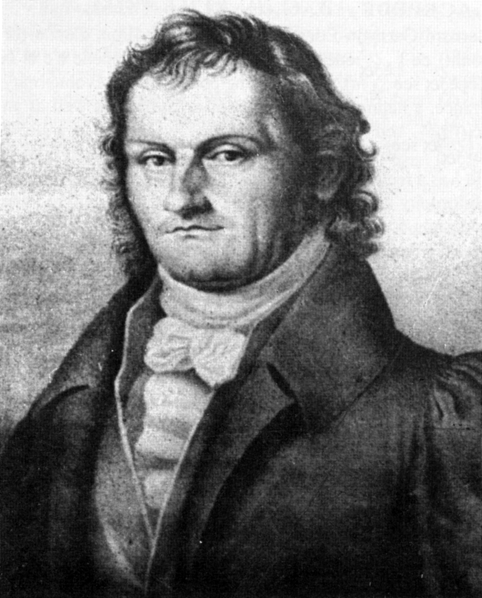
Johann Gottlob Theaenus Schneider

Johann Gottlob Theaenus Schneider (* 18. Januar 1750 in Collm; † 12. Januar 1822 in Breslau) war ein deutscher Altphilologe und Naturwissenschaftler.

## Leben
Schneider wurde im sächsischen Dorf Collm bei Wermsdorf als Sohn eines armen Maurers geboren, wuchs aber in Elsterwerda auf, wo ihn ein kinderloser Verwandter zu sich genommen hatte und ihm so eine gute Schul- und Ausbildung ermöglichte. Nach dem Besuch der Landesschule Pforta, auf welcher er bis zum Jahre 1769 verblieb, studierte er in Leipzig, Göttingen und Straßburg und wurde im Jahre 1774 aufgrund der Empfehlung von Christian Gottlob Heyne (1729–1812) der Sekretär des damals sehr angesehenen Straßburger Altphilologen Richard François Philippe Brunck (1729–1803). Bald darauf wurde er Professor der Eloquenz und Philologie an der Universität Frankfurt (Oder) und korrespondierendes Mitglied der Preußischen Akademie der Wissenschaften sowie 1809 der Bayerischen Akademie der Wissenschaften. 1788 wurde er zum korrespondierenden Mitglied der Göttinger Akademie der Wissenschaften gewählt.
Das wichtigste Werk war sein Kritisches griechisch-deutsches Handwörterbuch (1797), das erste unabhängige Werk nach Henri Estiennes (1531–1598) Thesaurus Graecae linguae (1572) und die Grundlage Franz Ludwig Carl Friedrich Passows (1786–1833) Opuscula academica (1835) und aller griechischen Lexika. Besonders Acht legte Schneider in seinem Werk auf die Aufnahme wissenschaftlicher und naturgeschichtlicher Worte und Redensarten. Er interessierte sich auch sehr für wissenschaftliche Manuskripte und Publikationen älterer Autoren.
Im Jahre 1801 publizierte Schneider eine korrigierte und vervollständigte Ausgabe Marcus Élieser Blochs (1723–1799) Systema Ichthyologiae iconibus ex illustratum, ein damals unter Wissenschaftlern sehr wichtiger Katalog über Fische als taxonomisches Standardwerk. Aber nicht nur mit Fischen (Ichthyologie), sondern auch mit Paläontologie und speziell mit Schildkröten und anderen Reptilien und Amphibien (Herpetologie) beschäftigte sich Schneider. Im Jahre 1799 beschrieb Schneider erstmals die in Indien häufig vorkommende Schwarznarbenkröte (Bufo melanostictus) und den im Süden der USA vorkommenden Karolina-Laubfrosch (Hyla cinerea).
An der Universität Breslau wurde er 1811 Professor für Antike Sprachen und Eloquenz, wo er 1814 Oberbibliothekar der Universitätsbibliothek wurde und 1816 dann den Posten als Chefbibliothekar übernahm. Er blieb dort bis zu seinem Lebensende 1822 aktiv.

## Werke
- Anmerkungen über den Anakreon. Crusius, Leipzig 1770.
- Ichthyologiae veterum specimina. Winter, Frankfurt (Oder) 1780.
- Allgemeine Naturgeschichte der Schildkröten. Müller, Leipzig 1783. doi:10.5962/bhl.title.5788
- Sammlung vermischter Abhandlungen zur Aufklärung der Zoologie und der Handlungsgeschichte. Unger, Berlin 1784. doi:10.5962/bhl.title.39836
- Vergleichung des Baues und der Physiologie der Fische. Leipzig 1787 doi:10.5962/bhl.title.6903
- Erster Beytrag zur Naturgeschichte der Schildkröten. Müller, Leipzig 1787.
- Zweyter Beytrag zur Naturgeschichte der Schildkröten Müller, Leipzig 1789.
- mit Peter Artedi und Johann Stephan Capieux: Synonymia piscium Graeca et Latina emendata, aucta atque illustrata : Sive Historia piscium naturalis et literaria ab Aristotelis usque aevo ad seculum XIII deducta duce Synonymia piscium Petri Artedi. Accedit disputatio de veterum scriptorum hippopotamo, Leipzig, 1789 doi:10.5962/bhl.title.5790
- Ad reliqua librorum Friderici II. et Alberti Magni capita commentarii ... Müller, Leipzig 1789.
- Amphibiorum physiologiae specimen Apitz, Frankfurt (Oder) 1790–97. doi:10.5962/bhl.title.48774
- Kritisches griechisch-deutsches Handwörterbuch. Frommann, Jena, Züllichau 1797.
- Historiae amphibiorum naturalis et literariae Frommann, Jena 1799–1801. doi:10.5962/bhl.title.4270
- Eclogae physicae, ex scriptoribus praecipue Graecis excerptae Frommann, Jena, Leipzig 1800.
- Kritisches griechisch-deutsches Wörterbuch. Frommann, Jena, Leipzig 1805/06.
- Griechisch-deutsches Wörterbuch. Hahn, Leipzig 1819.